# Kirill Nababkin
Kirill Anatoljevitsj Nababkin (Russisch: Кирилл Анатольевич Набабкин) (Moskou, 8 september 1986) is een Russisch voetballer die doorgaans speelt als rechtsback. In augustus 2024 verruilde hij CSKA Moskou voor SKA Rostov. Nababkin maakte in 2012 zijn debuut in het Russisch voetbalelftal.

## Clubcarrière
Nababkin speelde in de jeugd voor FK Moskou en in 2004 werd hij opgenomen in de selectie van het eerste elftal. De verdediger speelde in zijn eerste seizoenen slechts sporadisch en pas in 2009 had hij een vaste basisplaats te pakken. Na dat seizoen liep zijn contract af en zo kon hij dus transfervrij vertrekken. De rechtsback besloot om de overstap te maken naar stadgenoot CSKA Moskou. Bij die club begon hij als reserve, maar vanaf zijn tweede seizoen werd hij steeds vaker gebruikt in de basis. In juli 2018 verlengde Nababkin zijn verbintenis bij CSKA tot medio 2020. Zijn contract werd in juni 2023 opnieuw opengebroken en met een jaar verlengd tot medio 2024. Na het aflopen van zijn verbintenis in de zomer van 2024 verkaste Nababkin transfervrij naar SKA Rostov.

## Interlandcarrière
Nababkin werd in 2012 opgenomen in de selectie van het Russisch voetbalelftal voor het Europees kampioenschap, al had hij tot op dat moment nog niet gespeeld voor het nationale team. Hij verving de afgehaakte Roman Sjisjkin. Hij maakte zijn debuut pas net voor het toernooi, op 1 juni 2013, toen er met 0–3 gewonnen werd van Italië. De verdediger mocht van bondscoach Fabio Capello in de basis beginnen en hij speelde de volledige negentig minuten mee. Tijdens het EK kwam hij niet in actie.
| Interlands van Kirill Nababkin voor Rusland | Interlands van Kirill Nababkin voor Rusland | Interlands van Kirill Nababkin voor Rusland | Interlands van Kirill Nababkin voor Rusland | Interlands van Kirill Nababkin voor Rusland | Interlands van Kirill Nababkin voor Rusland | Interlands van Kirill Nababkin voor Rusland |
| №                                           | Datum                                       | Wedstrijd                                   | Uitslag                                     | Competitie                                  | Goals                                       |                                             |
| Als speler bij CSKA Moskou                  | Als speler bij CSKA Moskou                  | Als speler bij CSKA Moskou                  | Als speler bij CSKA Moskou                  | Als speler bij CSKA Moskou                  | Als speler bij CSKA Moskou                  | Als speler bij CSKA Moskou                  |
| ------------------------------------------- | ------------------------------------------- | ------------------------------------------- | ------------------------------------------- | ------------------------------------------- | ------------------------------------------- | ------------------------------------------- |
| 1                                           | 1 juni 2012                                 | Italië – Rusland                            | 0 – 3                                       | Vriendschappelijk                           |                                             |                                             |
| 2                                           | 6 februari 2013                             | IJsland – Rusland                           | 0 – 2                                       | Vriendschappelijk                           |                                             |                                             |
| 3                                           | 15 november 2018                            | Duitsland – Rusland                         | 3 – 0                                       | Vriendschappelijk                           |                                             |                                             |
| 4                                           | 20 november 2018                            | Zweden – Rusland                            | 2 – 0                                       | Nations League 2018/19                      |                                             |                                             |
| 5                                           | 21 maart 2019                               | België – Rusland                            | 3 – 1                                       | EK 2020 kwalificatie                        |                                             |                                             |

Bijgewerkt op 13 augustus 2024.